# Poste Air Cargo
Poste Air Cargo (до ребрендинга — Mistral Air) — итальянская авиакомпания, занимающаяся грузовыми перевозками. До 2018 года выполняла чартерные и регулярные пассажирские рейсы.

## История
Авиакомпания была основана в 1981 году итальянским актёром и спортсменом Бадом Спенсером и начала полёты в 1984 году. Помимо пассажирских рейсов Mistral Air начала выполнять среднемагистральные грузовые рейсы для нидерландской службы доставки TNT, а в начале 1990-х Спенсер продал своё «детище» TNT в связи с конфликтом с менеджментом авиакомпании. 
В 2002 году TNT продал большую часть акций Mistral Air итальянской компании Poste italiane, а в 2005 году она стала единственным акционером. 
В середине 2000-х Святой престол Ватикана заключил с Mistral Air контракт о доставке католических паломников в такие священные места, как Лурд, Фатима, Сантьяго-де-Компостела и Меджугорье. Первый рейс отправился из римского аэропорта Фьюмичино в Лурд 27 августа 2007 года; на его боту был викарий Рима кардинал Камилло Руини
В декабре 2017 года 50% пилотов Boeing-737, принадлежащих авиакомпании, уволены; они смогли вернуться на работу в ноябре 2018 года по приговору суда Неаполя.
В июле 2018 года Mistral Air прекратила выполнять пассажирские рейсы и сфокусировалась на грузовых перевозках.
В 2019 году авиакомпания произвела ребрендинг, сменив название на Poste Air Cargo.

## Флот
По состоянию на 2025 год:
| Тип ВС         | количество |
| -------------- | ---------- |
| Boeing 737-400 | 5          |
| Boeing 737-800 | 3          |
| Итого:         | 8          |